# Poupées de sucre
Les poupées de sucre sont des friandises traditionnelles en sucre, obtenues par moulage puis colorées à la main. Les modèles creux répandus en Sicile (Italie) pour le 2 novembre, la fête chrétienne de la Toussaint, et dans la région de Nabeul en Tunisie pour le Nouvel an musulman sont très similaires. Ils sont dérivés des statuettes de sucre moulées confectionnées en Égypte pour le Mouled (célébration de la naissance du prophète Mahomet).

## Préparation
La recette semble identique en Italie et en Tunisie : le sucre est dissous dans de l'eau à laquelle du jus de citron est ajouté, parfois avec un peu d’acide tartique. Le sirop concentré et à l'ébullition est versé dans les moules, préalablement trempés dans de grands bacs d'eau. Le sucre versé dans le moule est laissé refroidir rapidement (la partie en contact avec le moule se solidifie) puis le moule est retourné pour enlever la partie centrale encore liquide du sucre, évidant l'intérieur des figures. Ces moules qui peuvent être en plâtre ou en céramique sont maintenus ensemble par des lanières de cuir. Les moules avec la couche de sucre semi-solide à l'intérieur sont mis au four et les statuettes sont cuites. Après refroidissement, les « poupées » sont démoulées puis mises à sécher.
En Égypte, la variation dans la recette semble être qu'un peu de levure chimique soit ajoutée au mélange sucre, eau et jus de citron et que les moules utilisés soient constitués de deux parties en bois, retenues entre elles par des fils de lin.
Après séchage, les décorations sont peintes en utilisant des colorants alimentaires, traditionnellement de couleurs vives et d'origine naturelle. En Italie, le jaune est obtenu avec du faux safran (carthame des teinturiers), le rouge de la tomate, la couleur bleu vif avec du mil pour teintures végétales, le blanc du lait et de la farine, le brun du cacao, le noir de l’encre de seiche, le vert vif avec du jus de légumes comme les poirées ou épinards.

## Historique
Plusieurs sources s’accordent pour faire remonter les poupées de sucres égyptiennes actuelles à l’époque fatimide lors de la conquête de l'Égypte par Jawhar al-Siqilli c'est-à-dire, Jahwar le Sicilien. L’Égypte produit alors du sucre de canne en abondance (tandis que ce produit est rare à l'époque dans de nombreux autres pays) et la cour marque avec faste différentes festivités. La célébration du Mouled (en l'honneur de la naissance de Mahomet) est instaurée au Caire par Al-Muizz li-Dîn Allah en l'an 973. Des statuettes de sucre représentant des femmes, des cavaliers et autres figurines sont produites pour les festivités officielles (une source avance 20 tonnes de sucre en bonbons et figurines distribuées sur 300 plateaux de cuivres).
Abdel Ghany Al-Nabawi Al-Shal indique que ces traditions pourraient avoir des origines en Égypte ancienne. Des temples et papyrus se font l’écho de traditions antiques similaires et l'aspect de l’œil comme maquillé au khôl et la forme de l'œil et des sourcils des statuettes semble de style pharaonique. Il est donc possible que les Fatimides n’aient fait que revivre et amplifier une ancienne coutume. Le costume porté par les figurines égyptiennes est un mélange entre un corsage et un collier (Kirdan) de type rural antique et un habit luxueux résolument d’époque fatimide.
Selon Anouar Marzouki, « cette tradition des poupées de sucre aurait émigré depuis l'Égypte vers la Sicile sous la dynastie des Kalbites » vassaux des Fatimides.
En Sicile, des légendes orales rapportent qu’un noble arabe désargenté se trouva dans l'impossibilité de recevoir convenablement pour son rang des hôtes qui devaient rester chez lui pour dîner. Il eut donc l'idée de leur servir cette recette très économique mais attrayante, recette qui plut beaucoup à ses invités. Cette légende explique pourquoi les « pupi di zuccaru » (poupées de sucre) sont appelés « pupaccena » en dialecte sicilien, c'est-à-dire des « poupées pour dîner » (pupi di cena en italien standard).
Loin de cette étymologie populaire, le suffixe « cena » rappelle symboliquement le caractère rituel des statuettes en sucre. Ce sont « des marionnettes de et pour le dîner sacré », comme le dernier repas du Christ avec ses disciples, ou comme les repas célébrés dans la droite ligne des traditions antiques (romaines et puniques) dans les cimetières de Palerme en l'honneur de, et avec la présence symbolique des défunts jusqu’à la fin du IVe siècle après J.-C., ... ces poupées sont encore aujourd’hui un élément connecté au rituel spirituel.
En tout état de cause, la présence de ces figurines en sucre peintes est attestée en 1574 à Venise, lors d'un diner en l'honneur d'Henri III, fils de Catherine de Médicis. Ces poupées, préparées par l'atelier de Sansovino firent un grand effet. Or Palerme était la plaque tournante de la vente du sucre (importé d’Égypte, productrice de cannes à sucre). Les marins et marchands de sucre qui avaient vendu la matière première à Venise auraient rapporté avec eux à Palerme la nouvelle de ces poupées soudain à la mode (ou remises au goût du jour). Les confiseurs locaux disposant de sucre en abondance auraient alors commencé à produire des poupées et elles auraient trouvées leur place dans le panier traditionnel de douceurs et confiseries u’ cannistru déjà utilisé pour la fête du souvenir des défunts.
Malgré les échanges soutenus entre la Sicile et la Tunisie sur toute sa côte Nord, les poupées de sucre n'ont fait souche en Tunisie que dans la ville de Nabeul et la petite commune avoisinante de Dar Chaâbane. Plusieurs sources mentionnent que les poupées de sucres ont été introduites à Nabeul non par des siciliens en général mais plutôt par la communauté juive d'origine italienne,. Il est parfois fait mention que les juifs de Nabeul consommaient ces figurines lors de la fête des « Séòudat » Yithro.,. En Tunisie cette fête des garçons ou repas de Jéthro rappelle aussi une épidémie mortelle qui s'était arrêtée pendant cette période ce qui connecte cette célébration à la fête des morts de Sicile. Actuellement, la population musulmane de Nabeul offre les poupées à l’occasion du nouvel an musulman. Il était de tradition de ne casser et déguster la poupée que 10 jours plus tard, lors de l’achoura, peut-être par transposition de la coutume sicilienne du jour des défunts à une journée connectée pour les musulmans à l’idée de martyrs et de la mort.

## Spécificités régionales

### Égypte[14]

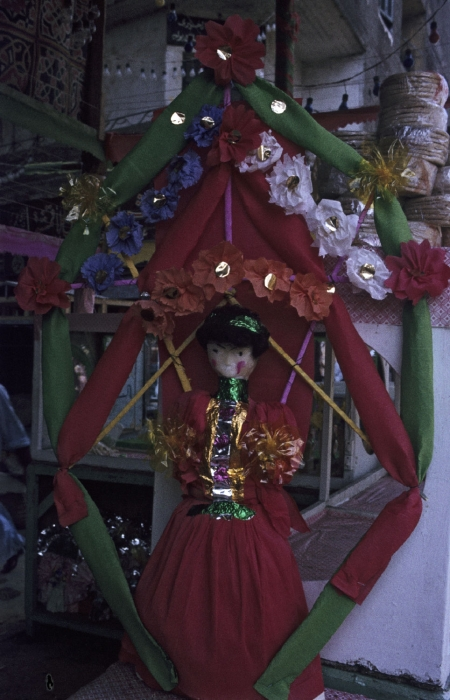
poupée du Mawlid en Égypte dans les années 1980

En Égypte, le modèle de statuette ne semble pas avoir été modifié depuis l'époque fatimide et représente une femme avec les mains sur la taille. Cette femme maquillée porte une robe et un jupon visible par-dessous. Des éventails en papier, souvent décorés de fleurs ou de couleur brillante, lui sont collés dans le dos.
Les poupées sont offertes aux fillettes à l'occasion du Mouled. La tradition est présente tant dans les zones rurales que dans les quartiers populaires des villes chez la population sunnite,,.

### Sicile[17]
Les statues représentent des chevaliers en armures du Moyen Âge (des paladins de France) ou des personnages hommes ou femmes comme des danseurs. Tous ces personnages, paladin inclus sont typiques du théâtre de marionnettes sicilien. De nos jours, il existe aussi des poupées de sucre représentent des joueurs de l'équipe de football locale ou de forme non traditionnelle comme par exemple une citrouille (car la fête correspond à l'Halloween anglo-saxon).
Contrairement à ce qui est d'usage dans le reste de l'Italie, en Sicile et dans quelques autres zones du Sud, il est de coutume d'offrir des cadeaux aux enfants non pas à Noël mais le 2 novembre, jour traditionnellement consacré à la célébration des morts. Les portes (ou les fenêtres) sont laissées ouvertes dans la nuit entre le 1ier et le 2 novembre : les morts apportent alors des cadeaux. Le matin, les enfants cherchent les poupées de sucre que les morts sont censés leur avoir apportées pendant la nuit ou les parents offrent les figurines aux enfants.

### Nabeul en Tunisie[9]

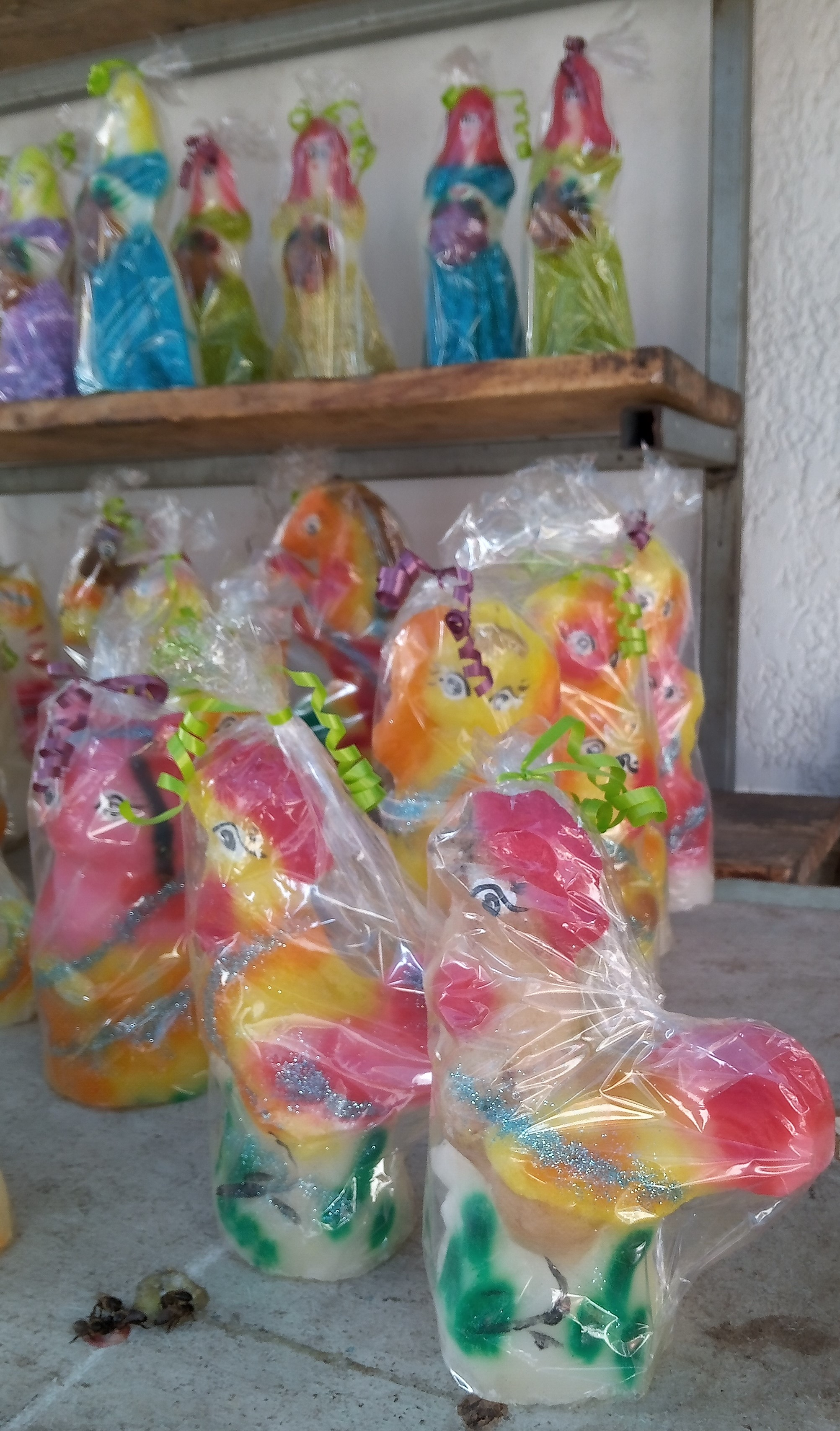
Coq et autres figurines en sucre médina de Nabeul, Tunisie

À Nabeul, on offre aux petites filles des poupées qui symbolisent une mariée, une gazelle ou un poisson et aux garçons des poupées avec le cavalier (une variante du paladin sicilien) ou en forme d'animaux, de préférence en forme de coq, de cheval ou de lion.
Il est également de tradition que les hommes fiancés offrent à leur promise un mithred (plat creux et à pied en terre cuite) au milieu duquel trône la poupée féminine anthropomorphe entourée de bonbons, de friandises et de fruits secs arrangés de façon artistique (le mot « poupée » en dialecte tunisien est le même que celui pour « la mariée »). L'arrangement de la poupée au centre des fruits secs et noix n'est pas sans rappeler le panier u’ cannistru de Palerme arrangé de façon semblable à l'occasion de la fête des morts.
Un festival de la poupée de sucre, ainsi qu'un concours de la plus belle poupée, sont organisés chaque année. Les poupées de sucre de Nabeul sont censées être cassées et consommées dix jours après le Nouvel An pour célébrer Achoura, mais il est rare que les enfants attendent.

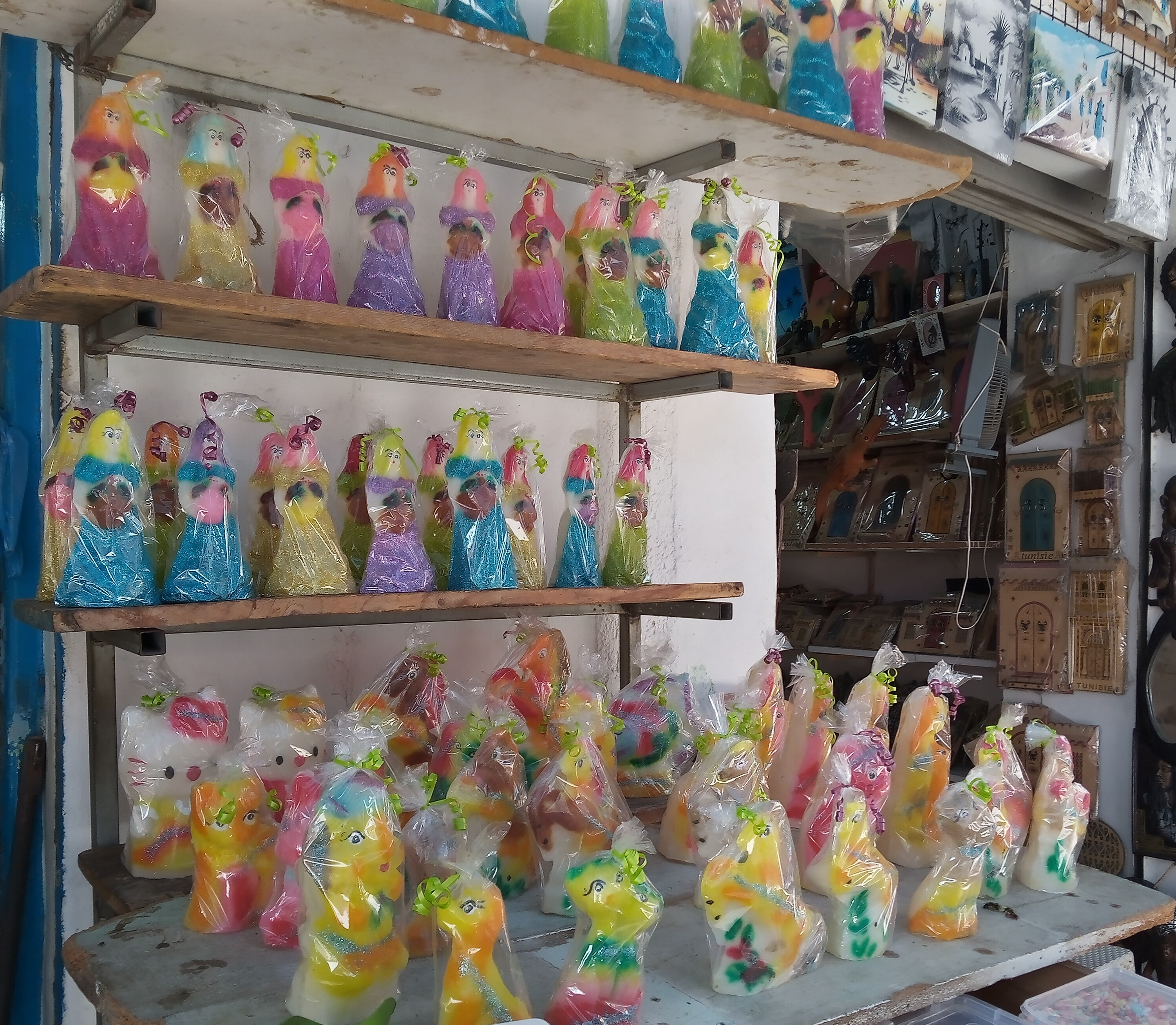
Poupées de sucre chez un vendeur de noix et fruits secs de la Médina de Nabeul (sous l'étagère, le chat Hello Kitty trouve sa place à côté du cheval traditionnel) - 2021

Dès 2018 et les années suivantes, des statuettes en sucre colorées de la façon habituelle mais de formes non-traditionnelles sont aussi apparues sur les étals (par exemple sous forme de Pokémon, du chat Hello Kitty et même de père Noël) au grand dam de l'association de sauvegarde de la médina de Nabeul qui coordonne les festivités. Il est aussi fréquent pour les familles d'acheter des moulages en chocolats vendus à la même occasion par les mêmes confiseurs.